# Almenno San Salvatore
Almenno San Salvatore é uma comuna italiana da região da Lombardia, província de Bérgamo, com cerca de 5.679 habitantes. Estende-se por uma área de 4,75 km², tendo uma densidade populacional de 1196 hab/km². Faz fronteira com Almè, Almenno San Bartolomeo, Paladina, Strozza, Ubiale Clanezzo, Villa d'Almè.

## Demografia
| Variação demográfica do município entre 1861 e 2011                               |
|                                                                                   |
| Fonte: Istituto Nazionale di Statistica (ISTAT) - Elaboração gráfica da Wikipedia |